# Wbg Nürnberg
Die wbg Nürnberg GmbH Immobilienunternehmen – kurz wbg – ist die kommunal verbundene Wohnungsbaugesellschaft der Stadt Nürnberg. Ihr gehört jede zehnte Wohnung im Stadtgebiet; sie bewirtschaftet eigene und fremde Wohn- und Gewerbeimmobilien ebenda.

## Unternehmen
Die wbg Nürnberg GmbH Immobilienunternehmen gehört zu 80,9 % der Stadt Nürnberg und zu 19,1 % der wbg Immohold GmbH & Co. KG. Sie ist Eigentümerin von 18 518 gruppeneigenen Mieteinheiten (rund 10 % Marktanteil in Nürnberg) und 6 417 sonstigen Mieteinheiten. Die Bilanzsumme beträgt 825 Mio. € (Stand 2020). Die wbg ist auch im Bauträgergeschäft aktiv und realisiert für die Stadt Nürnberg soziale Bauprojekte wie Kindertagesstätten, Horte und Schulen.
Gemäß dem Mittelfristigen Investitionsplan der Stadt Nürnberg wurden im Zeitraum 2019–2022 alle Anteile (25,01 %) der Städtischen Werke Nürnberg GmbH (StWN) zurückgekauft.

## Geschichte
Die Ursprünge der wbg gehen auf die Gründung des Nürnberger Wohnungsbauvereins e. V. am 22. März 1918 zurück. Am 26. Mai 1922 wird auf der Grundlage eines im Vormonat gefällten Stadtratsbeschlusses die Gemeinnützige Wohnungsbaugesellschaft der Stadt Nürnberg mbH als eine rechtlich geeignetere Form zu Fortsetzung der Aufgaben des Bauvereins gegründet, welcher sich daraufhin auflöst und sein Vermögen an die GmbH überträgt. Der Wohnungsbestand entwickelt sich von 322 Mieteinheiten (Mögeldorf) im Jahr 1922 über 6 829 (1942), 8 245 (1955) auf 18 518 im Jahr 2020. 2005 erfolgte die Umfirmierung zur wbg Nürnberg GmbH Immobilienunternehmen.
Nach der gänzlichen oder teilweisen Zerstörung von 60 % ihres Bestandes zum Ende des Zweiten Weltkrieges war die wbg maßgeblich am Wiederaufbau der Stadt beteiligt. Mit der Übernahme der Planungsträgerschaft für den Stadtteil Langwasser im Südosten Nürnbergs hat das Unternehmen die Federführung für die Errichtung des neuen Stadtteils übernommen. Die Unternehmenszentrale befindet sich bis heute in Langwasser.
Das 100-jährige Jubiläum wurde am 22. März 2018 mit einem Festakt begangen, zudem fand am 7. Juni 2018 ein Jubiläumskonzert in der Nürnberger Meistersingerhalle statt, dessen Einnahmen als Spende für das Projekt „jedem Kind ein Ferienerlebnis“ dienten. Zusätzlich wurden im Rahmen einer Sonderausstellung vom 26. April 2018 bis zum  7. Oktober 2018 Werke aus der wbg eigenen Kunstsammlung in der Kunstvilla Nürnberg ausgestellt. Ebenfalls 2018 erhielt das Unternehmen für seine „Nachhaltige energetische Quartiersentwicklung“ den DW-Zukunftspreis der Immobilienwirtschaft.
Im März 2021 erhielt die wbg den Nürnberger Preis für diskriminierungsfreie Unternehmenskultur.

## Wohnanlagen
Die Wohnanlagen der wbg verteilen sich über  Nürnberg und sind der jeweiligen Lage im Stadtgebiet sowie den zuständigen KundenCentern zugeordnet. Im Nürnberger Nordwesten befinden sich die Kernwohnanlagen St. Johannis und Nordbahnhof, die vom KundenCenter NordWest betreut werden. Die Wohnanlagen Nordostbahnhof und Mögeldorf befinden sich im Nordosten der Stadt und sind dementsprechend dem KundenCenter NordOst zugeordnet. Das KundenCenter SüdWest betreut die Wohnanlagen Gibitzenhof und Sündersbühl. Die meisten Wohneinheiten befinden sich in Langwasser und stehen unter der Betreuung des KundenCenters SüdOst.